# Yahuecas
Yahuecas es un barrio ubicado en el municipio de Adjuntas en el estado libre asociado de Puerto Rico. En el Censo de 2010 tenía una población de 1396 habitantes y una densidad poblacional de 113,33 personas por km².

## Geografía
Yahuecas se encuentra ubicado en las coordenadas 18°11′55″N 66°47′45″O / 18.19861, -66.79583. Según la Oficina del Censo de los Estados Unidos, Yahuecas tiene una superficie total de 12.32 km², que corresponden a tierra firme.

## Demografía
Según el censo de 2010, había 1396 personas residiendo en Yahuecas. La densidad de población era de 113,33 hab./km². De los 1396 habitantes, Yahuecas estaba compuesto por el 93.84% blancos, el 3.37% eran afroamericanos, el 1.65% eran de otras razas y el 1.15% pertenecían a dos o más razas. Del total de la población el 99.93% eran hispanos o latinos de cualquier raza. Los pobladores originales eran judíos, por ejemplo la familia Bennazar, Pérez, Vélez, y Touro.